# Адольфо-Гонсалес-Чавес (муниципалитет)
Муниципалитет Адольфо-Гонсалес-Чавес  (исп. Partido de Adolfo Gonzales Chaves) — муниципалитет в Аргентине в составе провинции Буэнос-Айрес.
Территория — 3780 км². Население — 12 047 человек. Плотность населения — 3,17 чел./км².
Административный центр — Адольфо-Гонсалес-Чавес.

## История
В 1872 году Адольфо Гонсалес Чавес (будущий вице-губернатор провинции Буэнос-Айрес) приобрёл в этих местах землю и создал ранчо.
В 1886 году было решено провести через эти места железную дорогу до населённого пункта Трес-Арройос. Адольфо Гонсалес Чавес пожертвовал часть земли своего ранчо для строительства промежуточной железнодорожной станции, которая была названа в его честь.
20 июня 1906 года было официально основано поселение, получившее название Адольфо-Гонсалес-Чавес.
В 1916 году из частей земель муниципалитетов Бенито-Хуарес, Некочеа и Трес-Арройос был создан муниципалитет Адольфо-Гонсалес-Чавес.

## География
Муниципалитет расположен на юге провинции Буэнос-Айрес.
Муниципалитет граничит:
- на северо-востоке — с муниципалитетом Бенито-Хуарес
- на востоке — с муниципалитетом Некочеа
- на юго-востоке — с муниципалитетом Сан-Каетано
- на юге — с муниципалитетом Трес-Арройос
- на юго-западе — с муниципалитетом Коронель-Принглес
- на северо-западе — c муниципалитетом Лаприда

## Важнейшие населённые пункты[2]
| № | Населённый пункт       | Населённый пункт (исп.) | Категория | Население чел. (2010) | На карте                        |
| - | ---------------------- | ----------------------- | --------- | --------------------- | ------------------------------- |
| 1 | Адольфо-Гонсалес-Чавес | Adolfo Gonzales Chaves  | город     | 9066                  | 38°01′52″ ю. ш. 60°05′57″ з. д. |
| 2 | Де-Ла-Гарма            | De la Garma             | посёлок   | 1625                  | 37°57′50″ ю. ш. 60°24′54″ з. д. |
| 3 | Хуан-Е.Барра           | Juan E. Barra           | посёлок   | 212                   | 37°49′16″ ю. ш. 60°28′55″ з. д. |
| 4 | Васкес                 | Vásquez                 | посёлок   | 43                    | 38°10′35″ ю. ш. 60°10′11″ з. д. |